# Ákos Elek
Ákos Elek (nascut el 21 de juliol de 1988) és un futbolista professional hongarès que juga com a migcampista pel Diósgyőr de la lliga hongaresa i per la selecció hongaresa de futbol.

## Carrera de club

### Kazincbarcika
Elek va començar la seva carrera al Kazincbarcikai SC el 2005. L'equip jugava a la segona divisió hongaresa. Elek va marcar el seu únic gol de la temporada contra el Makó FC.

### Videoton FC
El 2008 Elek va signar contracte amb el Videoton FC. Va jugar-hi el seu primer partit contra el Siófok el 26 de juliol de 2006. La temporada 2010-11 va guanyar el campionat de primera divisió hongaresa.

### Diósgyőr
El 25 de juliol de 2012, Elek va signar contracte amb el Diósgyőr de la lliga hongaresa.

### Changchun Yatai
El 18 de gener de 2015, Elek va signar un contracte per dos anys amb el Changchun Yatai FC.

## Carrera internacional

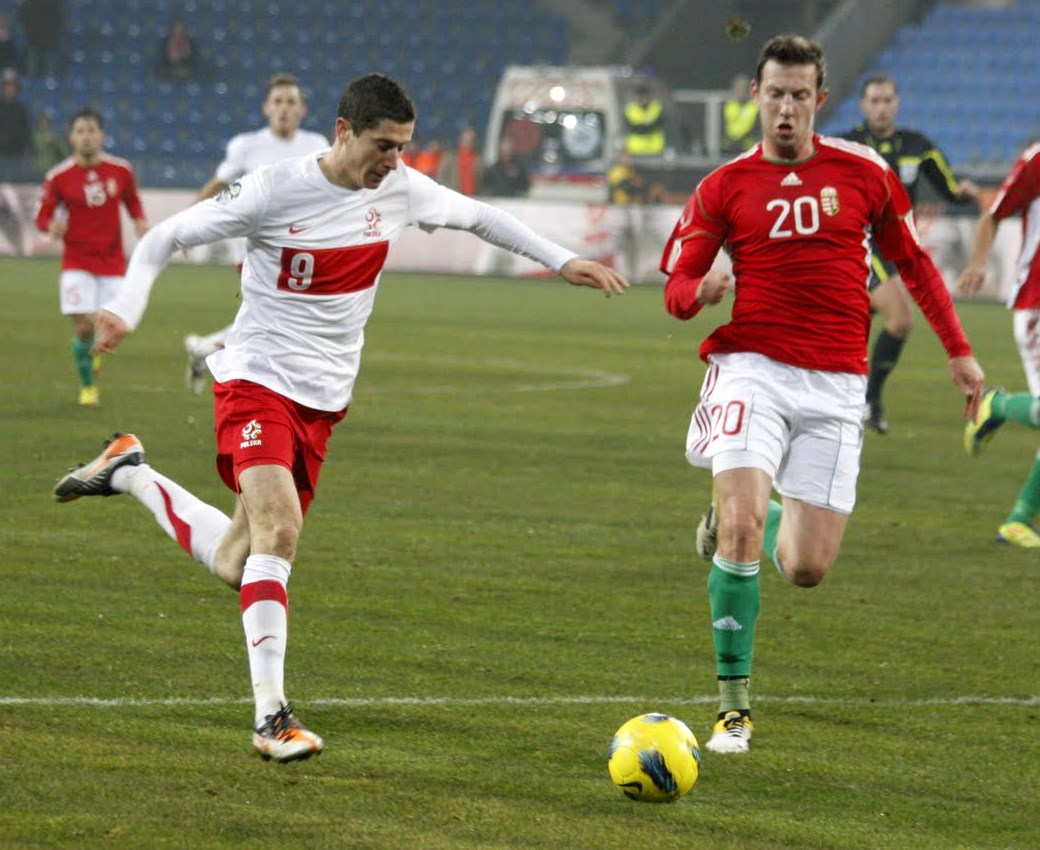
Elek jugant amb contra.

Quan s'havia guanyat la titularitat al Videoton Elek fou convocat per la selecció hongaresa per l'entrenador Sándor Egervári. Elek va marcar el seu primer gol com a internacional contra Islàndia a l'estadi Ferenc Puskás, en un partit que va acabar 4–0.
| Equip nacional | Temporada | Partits | Gols |
| -------------- | --------- | ------- | ---- |
| Hongria        | 2010      | 7       | 0    |
| Hongria        | 2011      | 10      | 1    |
| Hongria        | 2012      | 6       | 0    |
| Hongria        | 2013      | 5       | 0    |
| Hongria        | 2014      | 3       | 0    |
| Hongria        | 2015      | 6       | 0    |
| Hongria        | 2016      | 1       | 0    |
| Total          | Total     | 38      | 1    |

### Gols internacionals
| Gol | Data          | Seu                            | Oponent  | Marcador | Resultat | Competició |
| --- | ------------- | ------------------------------ | -------- | -------- | -------- | ---------- |
| 1   | 10 agost 2011 | Estadi Ferenc Puskas, Budapest | Islàndia | 4–0      | 4–0      | Amistós    |

## Palmarès

### Club
- Videoton
  - Monicomp Liga (1): 2010-11
- Diósgyőr
  - Copa de la Lliga (1): 2013–14